# Nederlandse kampioenschappen indooratletiek 1984
De Nederlandse kampioenschappen indooratletiek 1984 werden op 11 en 12 februari in de Prins Bernhardhoeve in Zuidlaren gehouden.

## Uitslagen

### 60 m
| rang   | atleet               | prestatie |
| ------ | -------------------- | --------- |
| Goud   | Peter van der Heyden | 6,94 s    |
| Zilver | Achmed de Kom        | 7,05 s    |
| Brons  | Marc van der Krogt   | 7,05 s    |

| rang   | atlete       | prestatie |
| ------ | ------------ | --------- |
| Goud   | Els Vader    | 7,34 s    |
| Zilver | Nelli Cooman | 7,35 s    |
| Brons  | Martha Derby | 7,47 s    |

### 200 m
| rang   | atleet                 | prestatie   |
| ------ | ---------------------- | ----------- |
| Goud   | Jan Willem van der Wal | 22,4 s (HT) |
| Zilver | Dick Jorissen          | 22,4 s (HT) |
| Brons  | Leon Donners           | 22,5 s (HT) |

| rang   | atlete       | prestatie |
| ------ | ------------ | --------- |
| Goud   | Els Vader    | 24,26 s   |
| Zilver | Nelli Cooman | 24,95 s   |
| Brons  | Gretha Tromp | 25,77 s   |

### 400 m
| rang   | atleet           | prestatie |
| ------ | ---------------- | --------- |
| Goud   | Allan Ellsworth  | 48,40 s   |
| Zilver | Arjen Achterkamp | 49,12 s   |
| Brons  | Wim Cools        | 50,51 s   |

| rang   | atlete         | prestatie |
| ------ | -------------- | --------- |
| Goud   | Marjo van Agt  | 55,58 s   |
| Zilver | Ingrid Stoot   | 55,61 s   |
| Brons  | Tanja Tjepkema | 57,37 s   |

### 800 m
| rang   | atleet              | prestatie |
| ------ | ------------------- | --------- |
| Goud   | Herman Hofstee      | 1.54,88   |
| Zilver | René Zenderink      | 1.55,27   |
| Brons  | Norbert Groenewegen | 1.55,43   |

| rang   | atlete            | prestatie |
| ------ | ----------------- | --------- |
| Goud   | Elly van Hulst    | 2.07,46   |
| Zilver | Margriet de Graaf | 2.08,65   |
| Brons  | Irmgard Goud      | 2.10,41   |

### 1500 m
| rang   | atleet        | prestatie |
| ------ | ------------- | --------- |
| Goud   | Klaas Lok     | 3.45,66   |
| Zilver | Marc Borghans | 3.47,26   |
| Brons  | Melchert Kok  | 3.47,84   |

| rang   | atlete         | prestatie |
| ------ | -------------- | --------- |
| Goud   | Elly van Hulst | 4.16,64   |
| Zilver | Karin de Nijs  | 4.26,76   |
| Brons  | Maike Persoons | 4.27,83   |

### 3000 m
| rang   | atleet        | prestatie |
| ------ | ------------- | --------- |
| Goud   | Klaas Lok     | 8.00,95   |
| Zilver | Marc Borghans | 8.06,16   |
| Brons  | Jan Zethof    | 8.09,01   |

| rang   | atlete         | prestatie |
| ------ | -------------- | --------- |
| Goud   | Elly van Hulst | 9.13,55   |
| Zilver | Judy Broer     | 10.02,59  |
| Brons  | Greta Jansen   | 10.02,93  |

### 5000 m snelwandelen
| rang   | atleet                     | prestatie |
| ------ | -------------------------- | --------- |
| Goud   | Frank van Ravensberg       | 22.04,9   |
| Zilver | Dirk Maassen van der Brink | 22.20,0   |
| Brons  | Jan Cortenbach             | 22.44,1   |

### 60 m horden
| rang   | atleet         | prestatie |
| ------ | -------------- | --------- |
| Goud   | Jan Harland    | 8,12 s    |
| Zilver | Emiel Mellaard | 8,17 s    |
| Brons  | Robert de Wit  | 8,22 s    |

| rang   | atlete           | prestatie |
| ------ | ---------------- | --------- |
| Goud   | Marjan Olyslager | 8,29 s    |
| Zilver | Marjon Wijnsma   | 8,72 s    |
| Brons  | Ella Wijnants    | 8,87 s    |

### hoogspringen
| rang   | atleet             | prestatie |
| ------ | ------------------ | --------- |
| Goud   | Felix van der Meer | 2,05 m    |
| Zilver | John Blank         | 2,00 m    |
| Zilver | Donald Waterreus   | 2,00 m    |

| rang   | atlete                | prestatie |
| ------ | --------------------- | --------- |
| Goud   | Ella Wijnants         | 1,83 m    |
| Zilver | Marjon Wijnsma        | 1,80 m    |
| Brons  | Monique van der Weide | 1,70 m    |

### hink-stap-springen
| rang   | atleet                | prestatie |
| ------ | --------------------- | --------- |
| Goud   | Anne-Jan van der Veen | 15,51 m   |
| Zilver | Frans Maas            | 15,41 m   |
| Brons  | Peter van Leeuwen     | 15,32 m   |

### polsstokhoogspringen
| rang   | atleet             | prestatie |
| ------ | ------------------ | --------- |
| Goud   | Gijsbert de Ruyter | 4,80 m    |
| Zilver | Eltjo Schutter     | 4,70 m    |
| Brons  | Jan Harland        | 4,70 m    |

### verspringen
| rang   | atleet       | prestatie |
| ------ | ------------ | --------- |
| Goud   | Frans Maas   | 7,31 m    |
| Zilver | Jacob Kwekel | 7,21 m    |
| Brons  | Ben Vroom    | 7,00 m    |

| rang   | atlete            | prestatie |
| ------ | ----------------- | --------- |
| Goud   | Marjan Goedhart   | 5,95 m    |
| Zilver | Marjon Wijnsma    | 5,90 m    |
| Brons  | Désiree ter Braak | 5,87 m    |

### kogelstoten
| rang   | atleet        | prestatie |
| ------ | ------------- | --------- |
| Goud   | Erik de Bruin | 19,63 m   |
| Zilver | Koos Scheurer | 15,83 m   |
| Brons  | Ron Schenk    | 15,23 m   |

| rang   | atlete           | prestatie |
| ------ | ---------------- | --------- |
| Goud   | Bernadet Fransen | 14,20 m   |
| Zilver | Tine Schenkels   | 13,72 m   |
| Brons  | Jannet van Noord | 13,36 m   |

1969 · 
1970 · 
1971 · 
1972 · 
1973 · 
1974 · 
1975 · 
1976 · 
1977 · 
1978 · 
1979 ·
1980 · 
1981 · 
1982 · 
1983 · 
1984 · 
1985 · 
1986 · 
1987 · 
1988 · 
1989 · 
1990 · 
1991 · 
1992 · 
1993 · 
1994 · 
1995 · 
1996 · 
1997 · 
1998 · 
1999 · 
2000 · 
2001 · 
2002 · 
2003 · 
2004 · 
2005 · 
2006 · 
2007 · 
2008 · 
2009 · 
2010 · 
2011 · 
2012 · 
2013 · 
2014 ·
2015 ·
2016 ·
2017 ·
2018 ·
2019 · 
2020 · 
2021 · 
2022 · 
2023 · 
2024 · 
2025